# Getting to the Ball Game
Getting to the Ball Game è un cortometraggio muto del 1914 scritto e diretto da Charles H. France.

## Produzione
Il film fu prodotto dalla Edison Company.

## Distribuzione
Distribuito dalla General Film Company, il film - un cortometraggio in una bobina - uscì nelle sale cinematografiche degli Stati Uniti il 7 novembre 1914.